# Monegassische Staatsbürgerschaft

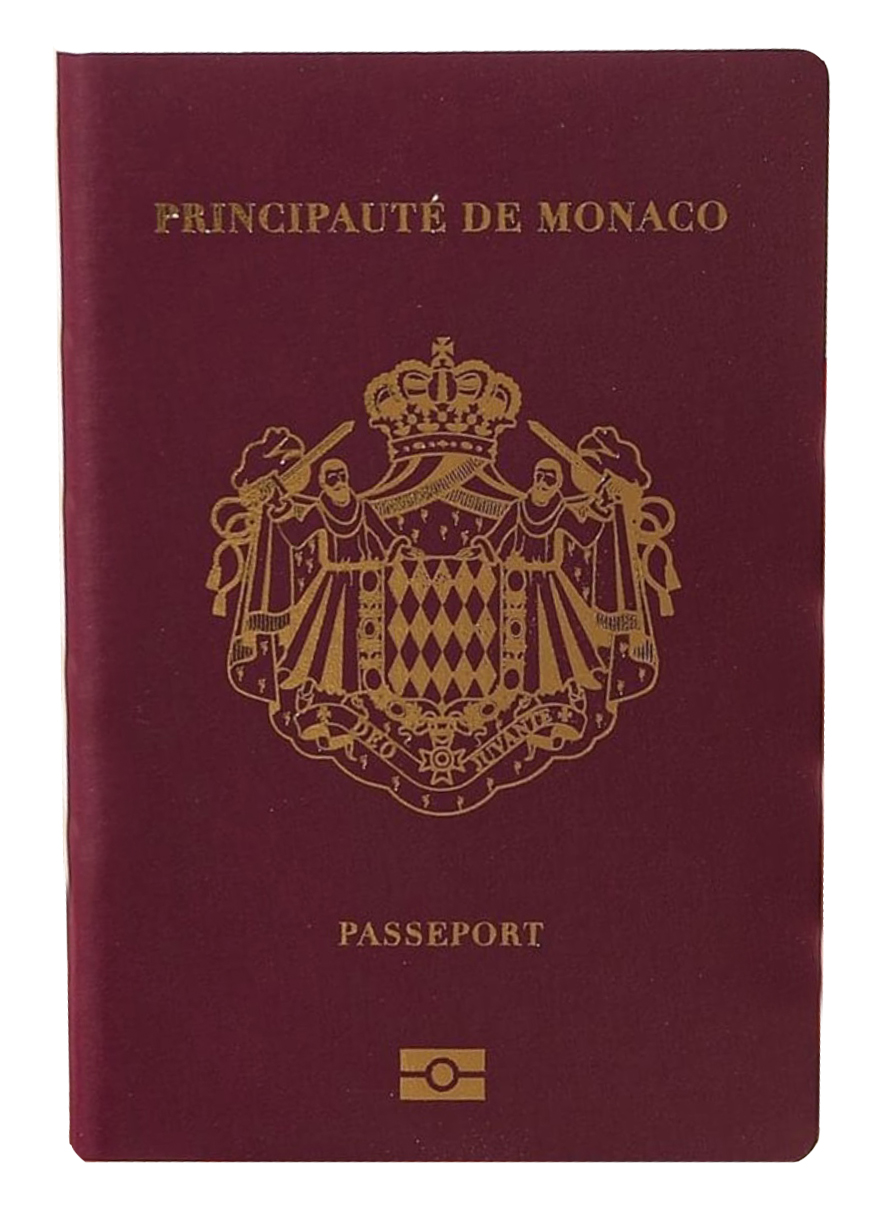
Reisepass des Fürstentums Monaco

Die monegassische Staatsbürgerschaft (französisch Nationalité monégasque) ist die Staatsangehörigkeit einer natürlichen Person des Fürstentums Monaco (Principauté de Monaco).
Die Entscheidung über Zuteilung und Ablehnung der monegassischen Staatsbürgerschaft obliegt ausschließlich Fürst Albert II. Jährlich beantragen mehr als 500 Personen die monegassische Staatsbürgerschaft. 2007 wurde 68 Personen die monegassische Staatsbürgerschaft verliehen, 2010 sieben Personen. Die meisten Gesuche stammen von Franzosen und Italienern.

## Erwerb durch Abstammung
Die monegassische Staatsbürgerschaft wird hinsichtlich des Abstammungsprinzips an Personen erteilt, die folgende Kriterien erfüllen:
- ein Kind mit monegassischem Vater
- Die Mutter wurde als Monegassin geboren und ist weiterhin Monegassin zum Zeitpunkt der Geburt.
- Die Mutter ist Monegassin und hat einen monegassischen Vorfahren.
- Die Mutter hat die monegassische Staatsbürgerschaft erworben durch Einbürgerung, Wiedererhalt oder durch Erklärung gemäß dem Gesetz Nr. 974 vom 8. Juli 1975.
- Die Mutter hat die monegassische Staatsbürgerschaft durch eine auf Adoption folgende Erklärung erworben und erwirbt die volle monegassische Staatsbürgerschaft von Geburt an.
- Eine Person, deren Eltern unbekannt sind, wurde in Monaco geboren.

## Erwerb durch Heirat
Die Heirat mit einem monegassischen Staatsbürger begründet keinen Anspruch auf Erteilung der Staatsbürgerschaft. Eine Frau mit monegassischer Staatsbürgerschaft kann ihre monegassische Nationalität am Tag der Heirat aufgeben, wenn sie die Staatsbürgerschaft ihres ausländischen Ehemannes annimmt.
Der Ehegatte eines monegassischen Staatsbürgers kann die monegassische Staatsbürgerschaft erwerben, wenn dieser zehn Jahre nach dem Tag der Eheschließung folgende Umstände erfüllt:
- Zur Zeit des Antrages lebt der Antragsteller gemeinsam mit dem Ehegatten, außer in Fällen des Witwentums, wenn der Antragsteller nicht erneut geheiratet hat.
- Der Ehegatte hat die monegassische Staatsbürgerschaft nicht durch eine vorherige Heirat erhalten.
- Der freiwillige Erwerb der monegassischen Staatsbürgerschaft hat für den Antragsteller nicht zur Folge, dass er seine ursprüngliche Staatsbürgerschaft aufgrund eines ausländischen Gesetzes oder einer internationalen Konvention verliert.
- Der monegassische Ehegatte behält seine Staatsbürgerschaft zu dem Zeitpunkt, an dem die Antragstellung eingereicht wurde.

## Erwerb durch Einbürgerung (Naturalisation)

### Voraussetzungen
Jede Person, die seit mindestens zehn Jahren nach dem Erreichen des 18. Lebensjahres Einwohner in Monaco war, kann bei Fürst Albert II. die Einbürgerung (Naturalisation) als Staatsbürger Monacos beantragen.
Der Fürst kann eine Ausnahme bezüglich der Voraussetzung für den Wohnsitz gewähren.
Die Einbürgerung liegt im Ermessen des Fürsten.
Die Souveräne Verordnung der Einbürgerung kann nicht unterschrieben und veröffentlicht werden, bevor der Antragsteller am Ende des Verfahrens die folgenden zwei Konditionen erfüllt hat:
- Der Antragsteller ist von der Wehrpflicht seines Herkunftslandes befreit.
- Der Antragsteller verzichtet auf seine bisherige Staatsbürgerschaft.

### Vorgang
Das Justizministerium ist verantwortlich für die Prüfung eingehender Einbürgerungsanträge. Zudem unterrichtet das Justizministerium den Fürsten entsprechend den Bestimmungen des Organgesetzes vom 9. März 1918. Während der Prüfphase werden einige andere Behörden herangezogen, insbesondere der Staatsminister von Monaco als Regierungschef. Dies geschieht in Übereinstimmung mit dem eingreifenden Austausch von Briefen mit Frankreich zum Zeitpunkt des Inkrafttretens der Verfassung am 17. Dezember 1962.
Die Behörden der Französischen Republik werden bei allen Gesuchen, die vom Fürsten begünstigt wurden, vor der Veröffentlichung der Souveränen Verordnung informiert.
Zu den Kriterien, die der Antragsteller zu erfüllen hat, zählen:
- Der Antragsteller hat familiäre Beziehungen in die monegassische Gesellschaft.
- Der Antragsteller ist gut in das wirtschaftliche, soziale und kulturelle Leben im Fürstentum integriert.
- Der Antragsteller wird der Befürwortung des Fürsten als würdig erachtet.

## Wiedererwerb
Jede Person, die ihre monegassische Staatsbürgerschaft verloren hat, kann diese laut Souveräner Verordnung wieder erwerben.

## Adoptive Abstammung
Ein Ausländer, der durch Volladoption (französisch adoption plénière) adoptiert wurde, erhält die monegassische Staatsbürgerschaft zu denselben Konditionen wie ein biologisches Kind.
Ein Ausländer, der durch einfache Adoption (französisch adoption simple) adoptiert wurde, kann als Minderjähriger die Staatsbürgerschaft erhalten.

## Residenzverbot
Einwohnern Monacos mit monegassischer Staatsbürgerschaft einschließlich der fürstlichen Familie ist es rechtlich nicht erlaubt, an Spielen im Casino Monte-Carlo teilzunehmen.

## Visumspflicht für monegassische Staatsbürger

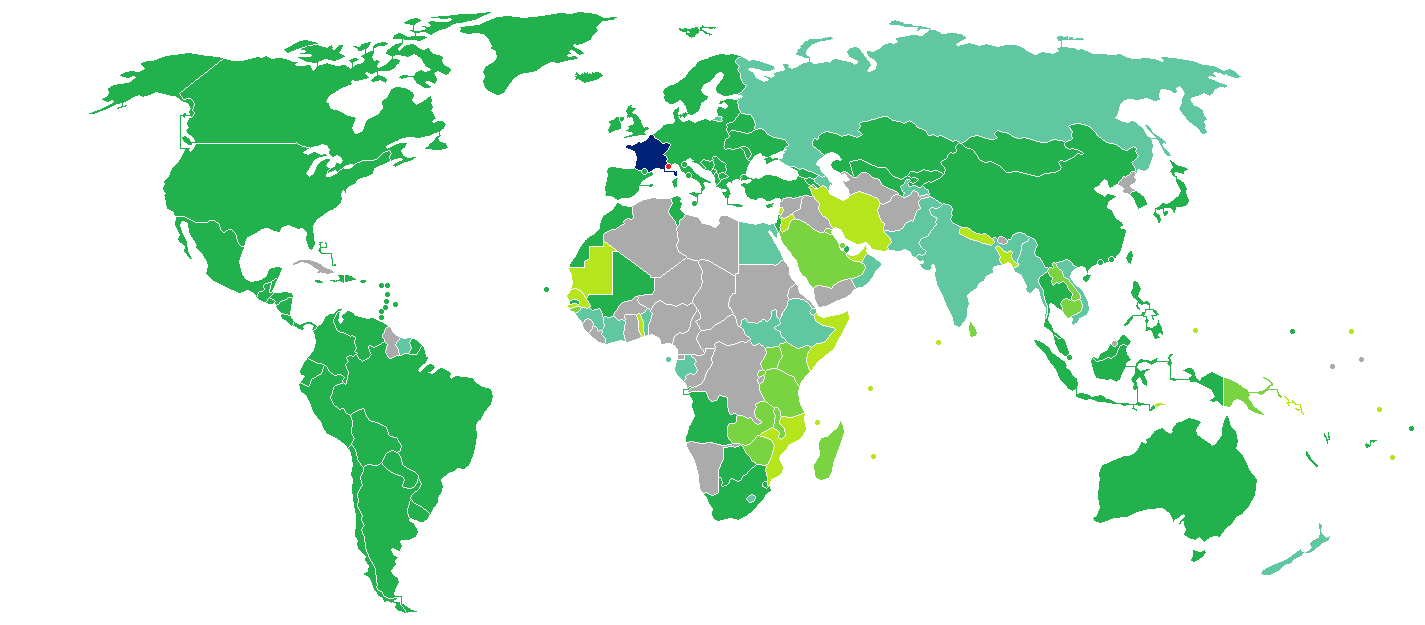
Lage des Fürstentums Monaco
Visafreier Zugang
Visa bei Einreise
eVisa
Visa online oder bei Einreise verfügbar
Visa benötigt